# Almería (Biliran)
Almería es un municipio de quinta clase en la provincia de Biliran, Filipinas. Conforme al censo de 2015, tenía una población de 16 951 habitantes. 

## Barangayes
Almería se encuentra dividida administrativamente en 13 barangayes.
- Caucab
- Iyosan
- Jamorawon
- Lo-ok
- Matanggo
- Pili
- Población
- Pulang Bato
- Salangi
- Sampao
- Tabunan
- Talahid
- Tamarindo